# 42e brigade mécanisée
Pour les articles homonymes, voir 42e brigade.
La 42e brigade mécanisée (en ukrainien : 42-га окрема механізована бригада, abrégé en 42 ОМБр ;  numéro d'unité militaire A4667) est une grande unité d'infanterie mécanisée de l'Armée de terre ukrainienne.

## Historique

### Invasion russe de l'Ukraine

#### Création
La brigade est créée le 25 janvier 2023, dans le cadre de l'expansion de l'armée ukrainienne en prévision de la contre-offensive de l'été, à partir principalement du personnel mobilisé dans l'ouest de l'Ukraine et des officiers de la 10e brigade d'assaut de montagne,. Le commandement est en effet confié au lieutenant-colonel Volodymyr Bolechan, ancien commandant du 109e bataillon de la 10e brigade. C'est la deuxième unité ukrainienne, après la 82e brigade d'assaut aérien, à recevoir des véhicules blindés américains Stryker.  Cependant, ces véhicules suffisent à équiper un seul bataillon, et les deux autres reçurent les BMP-1LB, véhicules basés sur la coque du MT-LB et équipés d'une tourelle stabilisée moderne mais souvent considéré comme peu fiable. La brigade reçoit des T-64BV mod. 2017 et des MRAP International MaxxPro.

#### Premiers déploiements: Kreminna et Tchassiv Iar (juin 2023 - avril 2024)
En juin 2023, la brigade est déployée sur le front pour la première fois, envoyée dans la région de Kreminna autour de Dibrova et de la forêt de Serebriansky pour renforcer les défenses ukrainiennes au nord. À partir d'octobre, la brigade est utilisée dans la région de Bakhmout. Dans les premiers mois de 2024, elle contribue à la défense ukrainienne contre l'offensive hivernale russe en direction de Chasiv Yar. En décembre elle défend notamment la localité de Klichtchiïvka et frappant les positions russes près d'Andrivka. Entre janvier et avril 2024, ses unités repoussent plusieurs assauts mécanisés russes entre la localité de Khromove et Bohdanivka, directement en amont de Tchassiv Yar aux côtés de la 67e brigade mécanisée.

#### Seconde offensive de Kharkiv (mai - septembre 2024)
Le 10 mai 2024, les Russes lance une nouvelle offensive russe sur la ville de Kharkiv. La première ligne de la 125e brigade de défense territoriale est rapidement bousculé. La 42e brigade est alors la première unité à arriver en renfort pour contenir l'offensive. Elle se déploie en face du village frontalier de Pylna, à 27km au nord de Kharkiv et engagent les premières unités russes. Les jours suivants, elle est contrainte de céder du terrain jusqu'à l'arrivée d'éléments de la 92e brigade d'assaut en renfort, elles parviennent à stopper l'avancée de la 18e division de fusiliers motorisés en prenant position dans la zone du village de Lyptsi. Après avoir stabilisé la situation à Hlyboka elle prend part au combat dans la localité de Starytsia près de Vovtchansk repoussant plusieurs attaques russes et ciblant également les positions russes dans l'Oblast de Belgorod.

#### Bataille de Toretsk
Début octobre, elle est transférée en rotation de la 32e brigade mécanisée dans la ville de Toretsk, prise d'assaut par les forces russes.

## Structure

### Ordre de bataille
- État-major de la brigade,
  - 
    -  compagnie de protection du QG ;

  -  1er bataillon mécanisé ;
  -  2e bataillon mécanisé ;
  -  3e bataillon mécanisé ;
  -  419e bataillon de fusiliers (unité militaire A4809);
  -  422e bataillon de fusiliers (unité militaire A4850) ;
  -  424e bataillon de fusiliers (unité militaire A4856) ;
  -  Bataillon de chars ;
  -  Groupe d'artillerie de la brigade :
    - batterie de contrôle et d'acquisition de cibles ;
    - 1er bataillon d'artillerie automotrice [13] ;
    - 2e bataillon d'artillerie ;
    - Bataillon de lance-roquettes multiples (BM-21 Grad) ;

  -  Bataillon de drone "Perun" ;
  -  Bataillon antiaérien ;
  -  compagnie de reconnaissance ;
  -  Bataillon du génie ;
  -  Bataillon logistique ;
  -  Compagnie de transmissions ;
  -  Bataillon de maintenance ;
  -  Compagnie de radar (désignation d'objectifs) ;
  -  Compagnie médicale (soins et évacuation) ;
  -  Compagnie de protection NRBC.

### Matériel
- Bataillon de char : T-64BV mod. 2017,
- Bataillons mécanisés : BMP-1LB, transports de troupes Stryker et MRAP International MaxxPro livrés par les États-Unis.
- Groupe d'artillerie : 2S1 Gvozdika

### Chef de corps
- Lieutenant-colonel Volodymyr Bolechan (janvier 2023 – décembre 2023)
- Lieutenant-colonel Serhi Lisovenko (décembre 2023 - en fonction)

## Traditions

### Insignes
|                |
| ancien insigne |

|                               |
| insigne actuel (juillet 2023) |